# Kamtxatka (Krasnodar)
|  | Per a altres significats, vegeu «Kamtxatka». |

Kamtxatka - Камчатка (rus) - és un khútor, un poble, del krai de Krasnodar, a Rússia. Es troba a la península d'Abrau, a la vora del riu Ozeréievka, a 11 km a l'oest de Novorossiïsk i a 112 km al sud-oest de Krasnodar, la capital.
Pertany al municipi d'Abrau-Diursó.